# Telebasis sanguinalis
Telebasis sanguinalis là một loài chuồn chuồn kim trong họ Coenagrionidae.
Telebasis sanguinalis được Calvert miêu tả khoa học năm 1909.